# Les Aix-d'Angillon
Les Aix-d'Angillon é uma comuna francesa na região administrativa do Centro, no departamento Cher. Estende-se por uma área de 14,69 km². Em 2010 a comuna tinha 1 931 habitantes (densidade: 131,4 hab./km²).